# Anthochloa
Anthochloa és un gènere de plantes de la família de les poàcies, ordre de les poals, subclasse de les commelínides, classe de les liliòpsides, divisió dels magnoliofitins.

## Taxonomia
- Anthochloa colusana (Burtt Davy) Scribn.
- Anthochloa lepida Nees i Meyen
- Anthochloa lepidula Nees i Meyen
- Anthochloa rupestris J. Remy